# Come non detto (singolo)
Come non detto è un singolo della cantante italiana Syria con il rapper italiano Ghemon, pubblicato il 20 luglio 2012.

## Descrizione
Il singolo contiene il tema principale dell'omonimo film diretto da Ivan Silvestrini. Il brano è composto da Sergio Maggioni, Dario Moroldo e Gianluca Picariello, con un testo liberamente ispirato alle vicende del film.
Come non detto è stato distribuito per il download digitale e in diffusione radiofonica dal 20 luglio 2012.

## Tracce
1. Come non detto (feat. Ghemon) – 3:56